# Womelsdorf (West Virginia)
Womelsdorf (Coalton) ist eine Town im Randolph County in West Virginia, Vereinigte Staaten. Die Town hatte im Jahr 2000 bei der Volkszählung 247 Einwohner.

## Geografie
Die geographischen Koordinaten des Ortes sind 38° 54′ N, 79° 58′ W (38,896849, −79,963780).
Nach den Angaben des United States Census Bureaus hat die Stadt eine Fläche von 1,1 km², die vollständig aus Land besteht.

## Demografische Daten
Zum Zeitpunkt des United States Census 2000 bewohnten den Ort 247 Personen. Die Bevölkerungsdichte betrug 221,8 Personen pro km². Es gab 109 Wohneinheiten, durchschnittlich 97,9 pro km². Die Bevölkerung bestand zu 99,20 % aus Weißen, 0,40 % Native American und 0,40 % nannten zwei oder mehr Rassen.
Die Bewohner verteilten sich auf 100 Haushalte, von denen in 30 % Kinder unter 18 Jahren lebten. 55 % der Haushalte stellten Verheiratete, 12 % hatten einen weiblichen Haushaltsvorstand ohne Ehemann und 30 % bildeten keine Familien. 27 % der Haushalte bestanden aus Einzelpersonen und in 13 % aller Haushalte lebte jemand im Alter von 65 Jahren oder mehr alleine. Die durchschnittliche Haushaltsgröße betrug 2,47 und die durchschnittliche Familiengröße 3,03 Personen.
Die Stadtbevölkerung verteilte sich auf 22,7 % Minderjährige, 6,5 % 18–24-Jährige, 25,5 % 25–44-Jährige, 30,4 % 45–64-Jährige und 15,0 % im Alter von 65 Jahren oder mehr. Das Durchschnittsalter betrug 40 Jahre. Auf jeweils 100 Frauen entfielen 107,6 Männer. Bei den über 18-Jährigen entfielen auf 100 Frauen 101,1 Männer.
Das mittlere Haushaltseinkommen in betrug 28.462 US-Dollar und das mittlere Familieneinkommen erreichte die Höhe von 36.875 US-Dollar. Das Durchschnittseinkommen der Männer betrug 27.188 US-Dollar, gegenüber 23.558 US-Dollar bei den Frauen. Das Pro-Kopf-Einkommen war 13.997 US-Dollar. 10,3 % der Bevölkerung und 7,8 % der Familien hatten ein Einkommen unterhalb der Armutsgrenze, davon waren 14,3 % der Minderjährigen und 11,3 % der Altersgruppe 65 Jahre und mehr betroffen.